# Highgrove
Highgrove – rezydencja księcia Walii Karola, znajdująca się w Gloucestershire w Anglii. 
Zbudowana w latach 1796–1798 prawdopodobnie na podstawie projektu Anthony’ego Kecka. W 1894 przebudowana po pożarze. W 1980 kupiona przez księstwo Kornwalii. Od 1981 rezydencja księcia Walii Karola i księżnej Walii Diany. Diana wyprowadziła się z Highgrove po rozpadzie jej małżeństwa z Karolem.
Rezydencję otaczają lasy i ziemie uprawne. Uprawy są organiczne.